# Емрехан Гедіклі
Емрехан Гедіклі (тур. Emrehan Gedikli, нар. 25 квітня 2003, Обергаузен, Німеччина) — німецький футболіст турецького походження, нападник турецького клубу «Коньяспор».
На правах оренди грає в бельгійському «Ейпені».

## Ігрова кар'єра

### Клубна
Емрехан Гедіклі народився у німецькому місті Обергаузен і є вихованцем клубної академії «Баєр 04». Був кращим бомбардиром в юнацьких командах. Восени 2020 року отримав перший виклик до головної команди клубу. 26 листопада 2020 року у матчі Ліги Європи нападник дебютував в основному складі команди.
У лютому 2022 року футболіст підписав контракт на чотири з половиною роки з турецьком клубом «Трабзонспор». В складі турецького клубу Емрехан виграв Суперкубок Туреччини 2022 року. І в січні 2023 року на правах оренди до кінця сезону приєднався до австрійської «Аустрії» (Лустенау).
Перед сезоном 2023/24 Гедіклі підписав трирічний контракт з клубом «Коньяспор». Другу половину сезону 2023/24 футболіст провів в оренді в клубі турецької Суперліги «Істанбулспор». У вересні 2024 року нападник відбув в оренду до кінця сезону в бельгійський «Ейпен».

### Збірна
З 2018 року Емрехан Гедіклі виступав за юнацькі збірні Німеччини.
У 2022 році футболіст вперше отримав виклик до лав молодіжної збірної Туреччини.

## Титули
Трабзонспор
 Чемпіон Туреччини: 2021-22
 Переможець Суперкубка Туреччини: 2022